# The Very Best Of Antique
The Very Best Of Antique är som titeln visar, ett Best-of-album av den grekisk-svenska duon Antique. Skivan släpptes i två versioner, en med två skivor och en med bara en. Den med två skivor innehåller en extra skiva med musikvideor och remixer på några låtar. Skivorna kom år 2004.

## Låtlista

### CD 1
1. Mystique Antique (The Opa Opa Tour intro)
2. Opa opa
3. Dinata dinata (2004 remix radio version)
4. I would die for you (English version)
5. Moro mou (My baby / UK version)
6. Follow me (UK radio single edit)
7. Time to say goodbye (Alli mia fora / UK radio remix edit)
8. List of lovers (remix radio)
9. Mera meti mera (special radio edit)
10. Se thello
11. Ela 'do (Come 2 me / UK version)
12. Matia mou (Bass Bumpers radio mix)
13. Ligo ligo
14. Na moto pis
15. I zoi ine tora
16. Mou lipis
17. Kanoria agapi
18. Antique mix of hits (bonus)

### CD 2
1. Me logia ellinika
2. Rythmos (opa opa single B-side)
3. Follow me (Kosmonova remix)
4. Opa opa (Lost Children mix)
5. Alli mia fora (Time to say goodbye-Greek version)
6. Kardia mou (Greek mix)
7. I would die for you (karaoke singback version)

- Videoklipp

1. Opa opa (Sweden)
2. Opa opa (Euro)
3. Dinata dinata
4. Mera meti mera
5. I would die for you
6. Follow me
7. Moro mou